# Jasmine Kennedie
Jasmine Kennedie es el nombre artístico de Kyle Koritkowski, una artista drag estadounidense conocida por participar en la temporada 14 de RuPaul's Drag Race.

## Primeros años
Jasmine Kennedie creció entre Binghamton (Nueva York) y Morgantown (Virginia Occidental). Asistió a la escuela secundaria Maine-Endwell High School en Endwell (Nueva York). El nombre de su madre es Joy. Su nombre drag proviene del personaje Jasmín de Aladdín y John F. Kennedy, cambiando la "y" del apellido por "ie"; su primer nombre drag fue Jasmine Rikers.

## Trayectoria
Hizo su primera aparición pública como drag a los 15-16 años en una fiesta de Halloween que tuvo lugar en un cuerpo de bomberos en Maine-Endwell, donde se disfrazó como chica Hooters.
Compitió en la temporada 14 de RuPaul's Drag Race. Quedó en octavo lugar en general después de ser eliminada en el episodio once en el LaLaPaRuza lip sync smackdown y atrajo la atención de los fanáticos por sus peleas con Maddy Morphosis y Daya Betty.

## Vida personal
Jasmine Kennedie vive en Brooklyn, ciudad de Nueva York. Salió del armario como mujer trans durante la filmación de Drag Race. Recibió elogios por grupos de derechos civiles, según la CNN. Antes de hacer drag, Jasmine jugó fútbol por ocho años, además de nadar y bucear durante otros tres años.

## Filmografía

### Televisión
| Año  | Título                            | Papel      | Posición                   | Ref    |
| ---- | --------------------------------- | ---------- | -------------------------- | ------ |
| 2022 | RuPaul's Drag Race (temporada 14) | Ella misma | Concursante (octavo lugar) | [ 14 ] |
| 2022 | RuPaul's Drag Race: Untucked      | Ella misma | Concursante (octavo lugar) | [ 14 ] |

### Series web
| Año  | Título          | Papel      | Notas                                     | Ref    |
| ---- | --------------- | ---------- | ----------------------------------------- | ------ |
| 2022 | Whatcha Packin' | Ella misma | Invitada                                  | [ 15 ] |
| 2022 | Drag Us Weekly  | Ella misma | Invitada                                  | [ 16 ] |
| 2022 | The Awardist    | Ella misma | Invitada                                  | [ 17 ] |
| 2022 | Binge Queens    | Ella misma | RuPaul's Drag Race: Down Under - Series 2 | [ 18 ] |
| 2022 | Folx Presents   | Ella misma | Invitada                                  | [ 19 ] |

## Premios y nominaciones
| Año  | Organización                   | Categoría                                                                                | Trabajo            | Resultados | Ref.   |
| ---- | ------------------------------ | ---------------------------------------------------------------------------------------- | ------------------ | ---------- | ------ |
| 2022 | Critics' Choice Real TV Awards | Best Ensemble Cast in an Unscripted Series (Compartido con el elenco de la temporada 14) | RuPaul's Drag Race | Ganadora   | [ 20 ] |
| 2023 | Queerty Awards                 | Closet Door Bustdown (Compartido con Bosco, Kornbread Jeté y Willow Pill)                | RuPaul's Drag Race | Finalista  | [ 21 ] |
| 2023 | Queerty Awards                 | Future All-Star                                                                          | Ella misma         | Nominada   | [ 22 ] |